# Слава Сэ
Вячеслав Солдатенко, он же Слава Сэ или Ваныч (6 апреля 1969, Рига — 19 июня 2021, там же) — русскоязычный латвийский писатель.

## Биография
Окончил психологический факультет Международного института практической психологии в Риге. Одновременно работал психофизиологом в комиссии медэкспертизы при МВД Латвии.
После окончания занимался интерпретированием психологических тестов в службе по найму персонала. Вскоре ушел в бизнес-структуры, занимался маркетингом, был членом совета директоров на нескольких предприятиях.
Чтобы больше времени проводить с детьми, сменил профессию и был сантехником 18 лет. Смена профессии привела к разводу с женой. В появившееся свободное время писал тексты для своего блога и разных журналов.
Издательство «АСТ» предложило на основании заметок из блога выпустить книгу. Книга писалась почти пять лет и была выпущена скромным тиражом в 3000 экземпляров. Однако он разошёлся за несколько дней. После нескольких допечаток тираж первой книги приблизился к 100 тысячам экземпляров.
В 2010 году также вышел неофициальный сборник миниатюр, которые были в 2010—2011 годах опубликованы в ЖЖ Славы Сэ под условным названием «Жираф».
Спустя год, в 2011 году, вышла вторая книга Славы Сэ — «Ева».
Был соавтором сценария фильма 2012 года «Джентльмены, удачи!».
В июне 2021 года был госпитализирован в тяжёлом состоянии с вызванной COVID-19 двусторонней пневмонией в центральную больницу города Риги, где скончался 19 июня.

## Награды и премии
- Читательская премия Интернет-сервиса «Имхонет» в номинации «Любимые журналисты» (2010).

## Фильмография

### Сценарист
- 2012 — Джентльмены, удачи!
- 2012 — Три богатыря на дальних берегах — диалоги[5]
- 2014 — Три богатыря. Ход конём — диалоги[6]
- 2016 — Три богатыря и морской царь — диалоги[7]
- 2017 — Урфин Джюс и его деревянные солдаты — диалоги[8]
- 2018 — Садко
- 2021 — Свингеры